# Verbraucher Initiative
Die Verbraucher Initiative e. V. (Bundesverband) ist ein 1985 gegründeter Verbraucherverein mit Sitz in Berlin. Schwerpunkt des Vereins ist die ökologische, gesundheitliche und soziale Verbraucherarbeit.

## Ziele und Leitbild
Als Lobby kritischer Verbraucher setzt sich der Verein für eine ökologische, gesundheitliche und sozialverträgliche Produktion von Waren ein. Dabei setzt er auf die Macht der Verbraucher. Er geht dabei von der Prämisse aus, dass Verbraucher bei jedem Einkauf Einfluss nehmen und mitentscheiden, welche Produkte, welche Unternehmen und welche Einkaufswege zukünftig erfolgreich sind. Die Verbraucher Initiative stellt (unternehmens-)unabhängige Informationen über Hintergründe der Produktion und der Märkte bereit und zeigt Konsumenten Handlungsoptionen auf. Die Verbraucher Initiative vertritt das Leitbild des „mündigen, verantwortlichen und informierten Verbrauchers“.

## Organisation
Der Verein ist eine deutsche Nichtregierungsorganisation und wird von einem dreiköpfigen, ehrenamtlich tätigen Bundesvorstand geleitet, der für zwei Jahre gewählt wird. Im Dezember 2017 wurden erneut gewählt:
- Vorsitzende: Bettina Knothe
- Schatzmeister: Erik Hildenbrand
- Beisitzerin: Monika Düngenheim

Der Verein unterhält eine Geschäftsstelle in Berlin. Bundesgeschäftsführer ist Georg Abel. Rund 7000 Einzelmitglieder und 176 Organisationen unterstützen den Verein.

## Finanzen
Der Verein erhält keine staatliche Grundfinanzierung. Er finanziert sich durch Mitgliedsbeiträge von Einzelpersonen, Spenden, Projektgelder sowie Überschüsse der vereinseigenen Verbraucher Initiative Service GmbH. Die Verbraucher Initiative ist als gemeinnützig anerkannt.

## Geschichte
Der Verein entstand im Rahmen der Umweltbewegung der 1980er Jahre. Er wurde 1985 in Bonn gegründet. 1999 wurde der Sitz zunächst teilweise und im Jahr 2001 vollständig nach Berlin verlegt.
1985 begann der Verein mit der Herausgabe der Zeitschrift „ConsumCritik – Infodienst für bewusstes Verbrauchen“. Mittlerweile veröffentlicht die Verbraucher Initiative quartalsweise die Mitgliederzeitschrift „Verbraucher Konkret“ sowie monatlich ein monothematisches Themenheft. Der Bundesverband unterhält außerdem verschiedene thematische Webseiten.

## Aktivitäten und Projekte
Der Verein ist in ausgewählten Bereichen des Verbraucherschutzes tätig. Zu den Informationsangeboten zählen Internetportale und Datenbanken. Weitere Angebote sind Radiobeiträge, Themenhefte, Jahreskalender und Faltblätter. Zu den Serviceleistungen für Mitglieder zählen u. a. eine thematische Beratung sowie eine Rechtsberatung und der Onlinekurs „Gesunde Ernährung“. Beispiele von Projekten der Verbraucher Initiative sind:

### Blauer Engel – Kampagne
Zum 30-jährigen Jubiläum des weltweit ersten und ältesten Umweltzeichens Der Blaue Engel entwickelte die Verbraucher Initiative 2007/08 in Kooperation mit dem Umwelt- und Verbraucherministerium NRW (Nordrhein-Westfalen), dem Deutschen Städtetag und der Verbraucherzentrale NRW eine regionale Informationskampagne. Zielsetzung war die stärkere Wahrnehmung des Zeichens, welches seit 1978 als Einkaufshilfe für den umweltfreundlichen Einkauf dient.

### Fair feels good – Kampagne zum fairen Handel
Von 2003 bis 2007 führte die Verbraucher Initiative in Kooperation mit Transfair e. V., dem Weltladen-Dachverband e. V. und dem Forum Fairer Handel e. V. die bundesweite Informationskampagne „fair feels good“ durch, die vom Bundesministerium für wirtschaftliche Zusammenarbeit und Entwicklung im Rahmen des Aktionsprogramms 2015 finanziert wurde.
Die Kampagne informierte mit Aktionen und Veranstaltungen über Prinzipien, Produkte und gesellschaftspolitische Hintergründe des Fairen Handels. Zu den prominenten Fürsprechern von „fair feels good“ zählten u. a. Otto Waalkes, Georg Uecker, Peter Sodann, Sonja Fuss, Nina Petri und Claus Theo Gärtner. Die Schirmherrschaft übernahm Franziska van Almsick.

### Label-online.de
Mit dem Internet-Angebot Label – Online, einer der weltweit größten Label-Datenbanken, will die Verbraucher Initiative über in Deutschland gebräuchliche Öko-, Sozial- und Dienstleistungslabel informieren und einen umfassenden Überblick über die Vielfalt der Produktkennzeichnungen ermöglichen. Rund 700 Labels (Umweltkennzeichen, Prüfzeichen, Gütesiegel, Eigenmarken u. a.) hat die Verbraucher Initiative geprüft und bewertet. Dazu wurde eine standardisierte, in einem Stakeholderprozess im Jahr 2013 überarbeitete Bewertungsmatrix entwickelt, die dieses Verfahren nachvollziehbar und transparent macht. Die Suchmaschine hat sich als Informationspool für Verbraucher, Multiplikatoren und Journalisten etabliert. Eine App steht seit April 2014 zur Verfügung.

### Unternehmensverantwortung (Englisch: Corporate Social Responsibility, CSR)
Im Projekt „Umwelt- und Sozialverantwortung von Einzelhandelsunternehmen – Mehr Transparenz durch Verbraucherinformation“ entwickelte der Verein in enger Zusammenarbeit mit dem Öko-Institut e. V. im Jahr 2008 Kriterien zur Umwelt- und Sozialverantwortung im Einzelhandel, die als Grundlage für einen branchenspezifischen Fragebogen dienten. In den darauffolgenden Projekten „Unternehmensdialog und Verbraucherinformation“ sowie „Umwelt- und Sozialverantwortung bei Markenfirmen und Einzelhandel“ wurden Unternehmen aus weiteren Branchen und Produkthersteller befragt. Die Ergebnisse der bundesweiten Befragungen sind auf der Internetseite Nachhaltig-Einkaufen einzusehen. Zur Veranschaulichung wurden Gold-, Silber- und Bronzemedaillen vergeben.
Die Corporate-Social-Responsibility-Projekte (kurz CSR-Projekte) zielen darauf ab, Verbrauchern eine solide Basis zu schaffen, um sich in der Vielfalt von Unternehmen und Produkten zurechtzufinden und somit nachhaltige Kaufentscheidungen treffen zu können.

### Verbraucherveranstaltungen für Senioren
Zugeschnitten auf die „Generation 60+“ veranstaltet der Verein zu den Themen Gesundheit, Internet, Energie und Abzocke seit dem Jahr 2008 bzw. 2009 halbtägige Seniorenverbraucherkonferenzen in Nordrhein-Westfalen und Baden-Württemberg. Bis Mitte 2017 wurden mehr als 100 Veranstaltungen durchgeführt.

## Mitgliedschaften und Kooperationen
Der Verein kooperiert mit einer Vielzahl von Organisationen und ist Mitglied in zahlreichen Netzwerken und Foren. Dazu zählen Grüner Strom Label, Transfair sowie der Verband der Oecotrophologen.
In ausgewählten Fällen kooperiert der Bundesverband auch mit Unternehmen, so besteht seit den 1990er Jahren ein regelmäßiger Austausch mit dm-drogerie Markt. Die Verbraucher Initiative gehört verschiedenen Beiräten wie dem Pro Planet-Beirat der REWE Group an.

## Verbraucher Initiative Service GmbH
Die 1990 gegründete Verbraucher Initiative Service GmbH mit Sitz in Berlin ist eine 100-prozentige Tochter des Vereins. Sie erbringt Dienstleistungen für den Verein sowie externe Auftraggeber (Ministerien etc.). Geschäftsführer sind Erik Hildenbrand und Georg Abel.